# Білик Леонід Миколайович
Леонід Миколайович Білик (нар. 2 лютого 1959, місто Новий Буг Миколаївської області) — український радянський діяч, тракторист колгоспу «Родина» Новобузького району Миколаївської області. Депутат Верховної Ради СРСР 11-го скликання.

## Біографія
Народився в селянській родині. Член ВЛКСМ з 1974 року.
Освіта середня. У 1977 році закінчив Казанківське середнє професійно-технічне училище № 11 Миколаївської області.
Трудову діяльність розпочав у 1977 році трактористом колгоспу «Родина» Новобузького району Миколаївської області.
У листопаді 1977 — листопаді 1979 року — в Радянській армії.
З листопада 1979 року — тракторист колгоспу «Родина» Новобузького району Миколаївської області. Ударник комуністичної праці.
Потім — на пенсії в місті Новий Буг Миколаївської області.

## Нагороди та звання
- знак ЦК ВЛКСМ «Золотий колос»
- звання «Майстер сільського господарства»